# Удо Бартш
Удо Бартш (нім. Udo Bartsch, нар. 1968 в Ганновері, Німеччина) — німецький спеціалізований журналіст, який займається оглядом настільних і карткових ігор, а також ігор для компаній. Він є головним редактором журналу Spiel doch! і членом журі премії Spiel des Jahres.

## Біографія
Удо Бартш почав писати огляди ігор після завершення свого навчання на вчителя у 1997 році. Його перша рецензія була опублікована в журналі Spielerei. З 1998 по 2007 рік він писав рецензії для ігрового журналу Fairplay. Згодом він почав публікувати огляди у різних газетах, таких як Schleswig-Holsteinische Landeszeitung, Mitteldeutsche Zeitung та Stuttgarter Zeitung. З 2007 року він є позаштатним співробітником журналу spielbox, який виходить німецькою та англійською мовами. У 2015 році став головним редактором нового журналу Spiel doch!, який також видається видавництвом W. Nostheide, як і spielbox.
У 2008 році він став членом асоціації Spiel des Jahres і членом журі, яке обирає лауреатів премії Гра року та, з 2011 року, також премії Kennerspiel des Jahres. З 2009 по 2022 рік він входив до ради директорів Spiel des Jahres e.V., спочатку як секретар, а пізніше як скарбник.

## Нагороди
У 2013 році Удо Бартш отримав спеціальну нагороду в межах премії Alex-Medienpreises, яку присуджує Спілка авторів ігор (SAZ), за його рецензію «Und das Volk nannte es Spielreiz (укр. А в народі це називали ігровим азартом)» у журналі spielbox. У ній, за словами SAZ, Бартш у сатиричній манері, стилізованій під біблійний текст, виклав суть гри Ora et Labora від Уве Розенберга. Ця рецензія була відзначена за вдале поєднання сарказму та пояснення складної ігрової механіки.